# Nowadays Records
 (avril 2022).
 (avril 2022).
Nowadays Records est un label indépendant de musique électronique français fondé en 2010 par Ugo De Angelis et Vincent Leibovitz, deux des quatre membres de La Fine Équipe.

## Orientation artistique
Nowadays Record concentre son activité autour d'une volonté de création d'un espace promotionnel entre artistes, volonté portée par ses fondateurs, Ugo De Angelis (alias oOgo) et Vincent Leibovitz (alias Chomsky). Tous les styles musicaux sont concernés et se retrouvent dans le catalogue du label. 
Le catalogue de Nowadays Records, comptant plus d’une centaine de sorties (EP/LP) et près d’un millier de titres, est varié : autant de morceaux aux tempos lents ou complexes sont sortis que de maxis aux mélodies plus affirmées, des productions allant du trip-hop à la house, avec pour cœur de métier la musique électronique.

## Collaborations
Plus exclusivement centré sur le beatmaking, et si nombre des artistes qui signent et collaborent avec le label sont issus de ce style, le label est aussi porté par des artistes français qui se sont exportés hors de l’Hexagone : Fakear, figure de proue, qui depuis son disque d’or tourne et collabore avec des pointures (Bonobo, M.I.A., Alex Metric…), l’auteur-compositeur Clément Bazin, mais aussi Phazz, Jumo, Ténéré, FORM, Grand Soleil ou encore Chien Méchant.
En tant qu’éditeur de musique, Nowadays est derrière plusieurs morceaux, dont “About Her” de Phazz (que l'on retrouve dans la série anglaise I May Destroy You) ou encore "Distant" de Clément Bazin (pour Piaget). Spécialisé dans la musique à l’image, Nowadays a développé tout un répertoire de sons directement mis à disposition de la publicité et du cinéma. 

## Organisation évènementielle
Nowadays a déployé plusieurs concepts : les Nowadays Party, des performances live des artistes du label ; et les Club Nowadays, initialement pensés sous forme de streaming puis importés physiquement en été 2021. Les soirées Club Nowadays, ou  “les soirées auxquelles on aimerait aller”, comme le résume Ugo de Angelis sont des nuits de clubbing, avec des DJ sets d’artistes du label et d’autres venant de l'extérieur. De nouvelles compilations d'artistes sont également prévues, qui seront directement issues de ces soirées.  
En 2024, pour ses 10 ans, le label lance une tournée spéciale anniversaire de soirées Club Nowadays, partout en France et ailleurs. 
Un autre projet, appelé Musique de Fëte, a vu le jour en 2021 en collaboration avec l’artiste franco-algérien KasbaH : des événements électroniques aux colorations orientales, d’où seront issues des compilations de musique bâties des deux côtés de la Méditerranée.

## Discographie
| Année | Artiste                         | Titre                           | Type        |
| ----- | ------------------------------- | ------------------------------- | ----------- |
| 2011  | La Fine Equipe                  | La Boulangerie 2                | Album       |
| 2013  | Mr. Hone & Geteye               | Just A Lil Beat vol. 2          | Album       |
| 2013  | Fakear                          | Morning in Japan                | EP          |
| 2013  | Fakear                          | Dark Lands                      | EP          |
| 2013  | La Fine Equipe                  | Gremlins                        | EP          |
| 2014  | Blanka                          | Kasablanka                      | Album       |
| 2014  | La Fine Equipe                  | Lov for Eva                     | EP          |
| 2014  | La Fine Equipe                  | La Boulangerie 3                | Album       |
| 2014  | Fakear                          | Sauvage                         | Album       |
| 2014  | Yann Kesz                       | Reflexxions Series              | Album       |
| 2014  | NWDS #2                         | Summer Tape                     | Compilation |
| 2014  | JUMO                            | Hylé                            | EP          |
| 2015  | Everydayz                       | De la pure came                 | EP          |
| 2015  | Skence                          | Voyager                         | EP          |
| 2015  | Skence                          | Home                            | Album       |
| 2015  | NWDS #3                         | Spring Tape                     | Compilation |
| 2015  | Everydayz & Phazz               | Almeria                         | Album       |
| 2015  | Ikaz Boi                        | Ketamine Trap Vol 2             | Album       |
| 2015  | Julian Earle                    | NVRAGAIN                        | Album       |
| 2015  | Fakear                          | Asakusa                         | Album       |
| 2015  | Douchka                         | Joyful                          | Album       |
| 2015  | Christopher Dixit               | L.B.B.M                         | Album       |
| 2015  | NWDS #4                         | Jayfly Tape                     | Compilation |
| 2015  | Madjo, La Fine Equipe           | Choose the Heart                | Remix       |
| 2015  | UNNO                            | As We Land                      | Album       |
| 2016  | NWDS #5                         | Winter Tape                     | Compilation |
| 2016  | Douchka                         | Together                        | Album       |
| 2016  | Clément Bazin                   | Return to Forever               | Album       |
| 2016  | BRNKFD                          | BRNKFD                          | EP          |
| 2016  | JUMO                            | Nomade                          | EP          |
| 2016  | Le Marquis                      | Mindtrick                       | EP          |
| 2016  | Le Vasco                        | We're Not Natural Anymore       | EP          |
| 2016  | DFNSE                           | Moonrock                        | EP          |
| 2016  | Everydayz & Phazz               | Almeria 2.0                     | EP          |
| 2016  | Sekuoia                         | FLAC                            | Album       |
| 2016  | Awir Leon                       | Giants                          | EP          |
| 2016  | NWDS #6                         | Fall Tape                       | Compilation |
| 2016  | UNNO                            | As We Land (Take Off Edition)   | Album       |
| 2016  | Kultur                          | Midnight Whispers               | EP          |
| 2016  | Fakear                          | Tigers                          | Remix       |
| 2017  | Le Vasco                        | La Transe des Oiseaux           | LP          |
| 2017  | Hugo Lx                         | Akegata                         | LP          |
| 2017  | JUMO                            | Dérive                          | EP          |
| 2017  | JUMO                            | Etape                           | EP          |
| 2017  | Robert Robert                   | Welcome to Finetown             | EP          |
| 2017  | Douchka                         | Infantile                       | EP          |
| 2017  | Blanka                          | Hypnotic                        | EP          |
| 2017  | NWDS #7                         | Montreal Tape                   | Compilation |
| 2017  | Leska                           | Circles                         | EP          |
| 2017  | Ténéré                          | Lux in Tenebris                 | EP          |
| 2017  | UNNO                            | Silence                         | EP          |
| 2017  | UNNO                            | Amaai                           | Album       |
| 2017  | Clément Bazin                   | US                              | EP          |
| 2017  | Sekuoia                         | Flac                            | EP Remixs   |
| 2017  | Sebastien Forrester             | Brontide                        | EP1         |
| 2017  | Sebastien Forrester             | Brontide                        | EP2         |
| 2017  | La Fine Équipe                  | Welulu                          | Remix       |
| 2017  | Philemon x Tismé                | Caramel et Chocolat             | Album       |
| 2018  | Clément Bazin                   | Everything Matters              | Album       |
| 2018  | Ténéré                          | Tenebris Olem Remix             | Remix       |
| 2018  | Sébastien Forrester             | Brontide                        | Album       |
| 2018  | Douchka                         | Together Remix AirSouth         | Remix       |
| 2018  | Leska                           | Circles II                      | EP          |
| 2018  | Awir Leon                       | Giants Deluxe Edition           | Album       |
| 2018  | Jumo                            | Dérive - Remixes                | Album       |
| 2018  | Jumo                            | Forms                           | EP          |
| 2018  | Le Vasco                        | Feu Tempête                     | Album       |
| 2018  | Skence                          | Gravity                         | Album       |
| 2018  | La Fine Equipe                  | La Boulangerie (Back Burners)   | Album       |
| 2018  | Gangue                          | Nils / Sauce Bogosse            | EP          |
| 2018  | Gangue                          | Bonkers                         | EP          |
| 2018  | Robert Robert                   | How To Save Water               | EP          |
| 2018  | NWDS                            | Nowadays V                      | Compilation |
| 2018  | NWDS                            | Nowadays Black Label            | Compilation |
| 2019  | La Fine Equipe                  | 5th Season                      | Album       |
| 2019  | Rose Kid                        | Nos Années Tendres              | EP          |
| 2019  | Jumo                            | Périodes aléatoires             | EP          |
| 2019  | Jumo                            | Que des gens de passage         | EP          |
| 2019  | Jumo                            | C'est Déjà Demain               | EP          |
| 2019  | Jumo                            | Et Le Vent?                     | EP          |
| 2019  | Darwin x Mainecoon              | Too Far Remixs                  | Remixs      |
| 2019  | FORM                            | C.W.T.                          | EP          |
| 2019  | Alter Real                      | Space Romance                   | EP          |
| 2019  | Alter Real                      | Blue Comet                      | EP          |
| 2019  | Grand Soleil                    | Réalité                         | EP          |
| 2019  | Kultur                          | Seizure In Heaven               | EP          |
| 2019  | Blanka                          | Chupacabrian Tales              | Album       |
| 2019  | Chad Kou                        | Revolt                          | EP          |
| 2020  | Ténéré                          | Be My Guest                     | EP          |
| 2020  | Jumo                            | Et Le Vent?                     | Album       |
| 2020  | La Fine Equipe                  | Typical Boy Remixs              | Remixs      |
| 2020  | Clément Bazin X Pierre Kwenders | Classe Tendresse                | EP          |
| 2020  | FORM                            | C.W.T Remixs                    | Remixs      |
| 2020  | FORM                            | AMAL                            | EP          |
| 2020  | Haelium                         | Recovery (Extended Version)     | EP          |
| 2020  | Robert Robert                   | Hoodie bleu ultra               | EP          |
| 2020  | KasbaH                          | Amandoé (Pouvoir Magique Remix) | Remix       |
| 2020  | Samba De La Muerte              | Landmark                        | EP          |
| 2020  | Trifouille1er                   | Format Malin                    | EP          |
| 2020  | Trifouille1er                   | Base bouche                     | EP          |
| 2020  | Blanka                          | Flares                          | EP          |
| 2020  | Grand Soleil                    | Réalité (Remixes)               | EP          |
| 2021  | Grand Soleil                    | Human Error                     | Album       |
| 2021  | Alter Real                      | Elevate                         | EP          |
| 2021  | Ténéré                          | Be My Guest (Extended)          | EP          |
| 2021  | La Fine Equipe                  | Cycles                          | EP          |
| 2022  | Fakear                          | Talisman                        | Album       |
| 2022  | Skence                          | Mayestic Park                   | EP          |
| 2022  | Jeff The Fool                   | Russian Dolls                   | Album       |
| 2022  | Yann Kesz                       | Tandem Liberati                 | LP          |
| 2022  | Cartridge 1987                  | Rétro Découverte (Saison 3 OST) | Album       |
| 2022  | NWDS                            | Club Nowadays, Vol. 1           | Compilation |
| 2023  | NWDS                            | Club Nowadays, Vol. 2           | Compilation |
| 2023  | Chien Méchant                   | Chien Méchant                   | EP          |
| 2023  | Chien Méchant                   | Dans La Niche, Vol. 1           | EP          |
| 2023  | KasbaH                          | Musique de Fête, Vol. 3         | Compilation |
| 2023  | FORM                            | Bothered                        | Album       |
| 2023  | Grand Soleil                    | Horizon                         | EP          |
| 2023  | Bab x KasbaH                    | Mektoub 303                     | EP          |
| 2023  | La Fine Equipe                  | re-Cycles                       | EP          |
| 2023  | 8 Twelve                        | In My Ears                      | Album       |
| 2023  | Clément Bazin                   | Believe In Spring               | Album       |
| 2023  | Ténéré                          | TO BE ALIVE                     | Album       |